# 유총

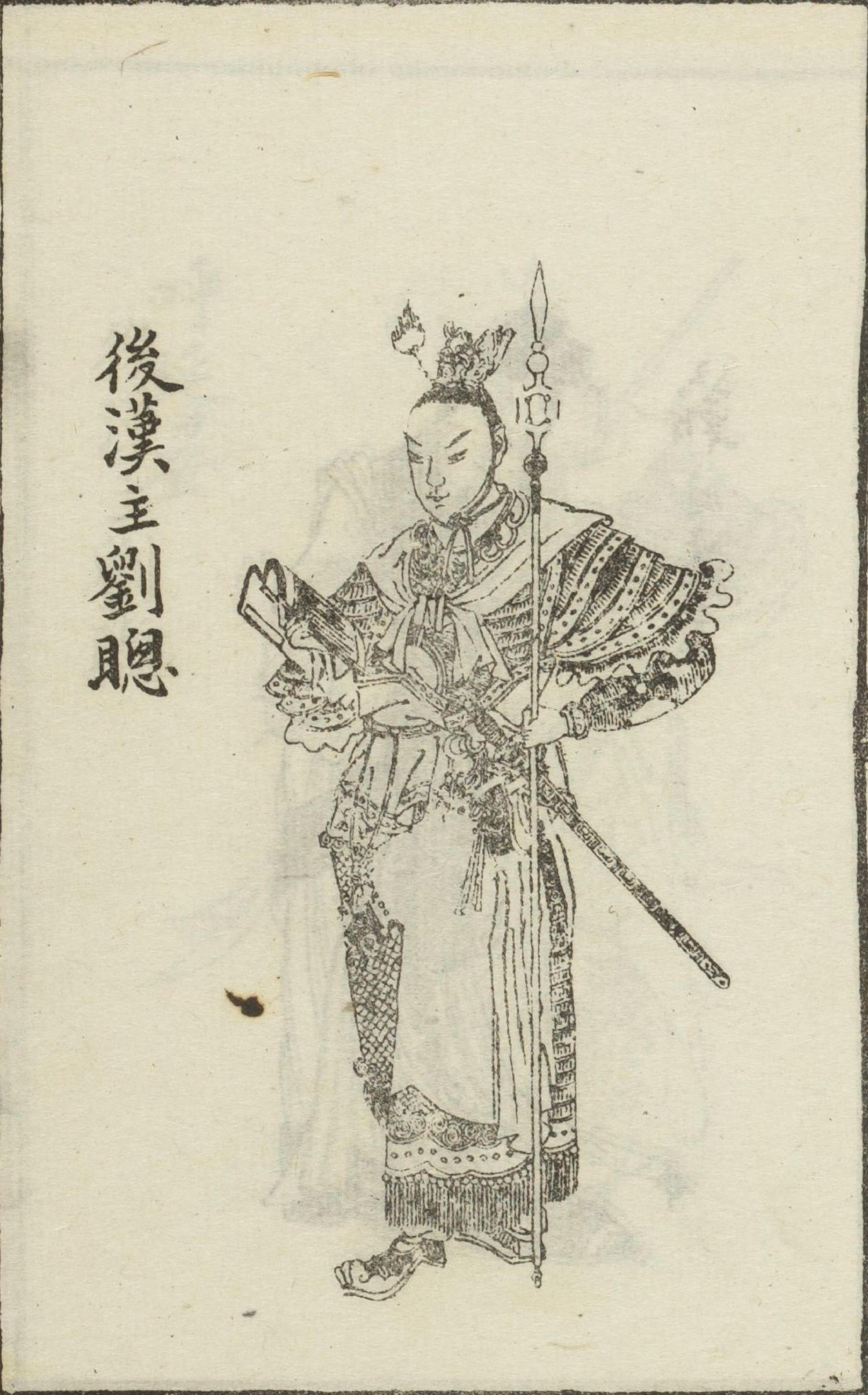
유총

한 열종 소무황제 유총(漢 烈宗 昭武皇帝 劉聰, ? ~ 318년, 재위: 310년 ~ 318년)은 오호 십육국 시대 전조의 3대 황제이다.

## 생애
유연(劉淵)의 아들로, 유연 아래에서 주로 낙양(洛陽) 공략전을 담당하였다. 310년 유연이 죽고 장남 유화(劉和)가 제위를 물려받았다. 그러나 유화가 강력한 군권을 가진 유총 등의 동생들을 시기하여 그들을 제거하려 하였기에 유총은 모반을 일으켜 유화를 죽이고 황제에 즉위하였다. 유총은 석륵(石勒), 왕미(王彌)를 파견하여 화북 일대를 초토화시켜 낙양을 고립시키는 전략을 취하는 한편 유요(劉曜), 호연안(呼延晏) 등에게 낙양을 직접 압박하게 하였다.
311년 4월, 유총은 서진(西晉)의 수도 낙양을 공격하여 함락시키고 서진 회제를 사로잡았다. 이 사건을 영가의 난(永嘉之亂)이라 부른다. 낙양을 함락시킨 이후 유총은 유요에게 장안(長安)에 세워진 서진 민제(愍帝)의 임시정부를 공격하게 하였으며, 석륵, 왕미 등은 화북 일대를 정복하였다. 유총은 낙양 함락 이후 점차 주색에 빠져 폭정을 일삼았으며 환관이 득세하였다. 312년에는 포로로 끌고 온 서진 회제에게 갖은 모욕을 주다가 살해하였으며, 316년에 장안이 함락되고 민제가 포로로 끌려오자 다시 민제를 모욕하다가 317년에 살해하였다. 그뒤 그는 318년에 병사하였다.

## 가족 관계
- 부황 : 고조 광문황제 유연(高祖 光文皇帝 劉淵)
- 모후 : 무원황후 호연씨(武元皇后 呼延氏)
  - 형 : 유화(劉和)
  - 형 : 유공(劉恭)
  - 아우 : 유유(劉裕)
  - 아우 : 유륭(劉隆)
  - 아우 : 유애(劉乂)
  - 아우 : 유요(劉曜)(※유요는 유연의 양자이다.)
  - 차남 : 유찬

## 참고 문헌
- 홍승현(洪承賢) (2023). “『십육국춘추집보(十六國春秋輯補)』 역주(譯註) Ⅲ ―『전조록(前趙錄)』  3(三) 유총(劉聰) 1―”. 《중국고중세사연구》 (중국고중세사학회) (69): 173-201. 2024년 11월 14일에 확인함.
- 홍승현(洪承賢) (2024). “『십육국춘추집보(十六國春秋輯補)』 역주(譯註) Ⅳ ―『전조록(前趙錄)』  3(三) 유총(劉聰) 2―”. 《중국고중세사연구》 (중국고중세사학회) (71): 351-376. 2024년 11월 14일에 확인함.
- 홍승현(洪承賢) (2024년 4월). “『십육국춘추집보(十六國春秋輯補)』 역주(譯註) Ⅴ ―『전조록(前趙錄)』  4(四) 유총(劉聰) 3―”. 《중국사연구》 (중국사학회) (148): 171-191. 2024년 11월 14일에 확인함.
- 홍승현(洪承賢) (2024). “『십육국춘추집보(十六國春秋輯補)』 역주(譯註) Ⅵ ―『전조록(前趙錄)』  4(四)~5(五) 유총(劉聰) 4―”. 《중국고중세사연구》 (중국고중세사학회) (72): 195-227. 2024년 11월 14일에 확인함.

| 전임 이복형 폐제 유화 | 제3대 전조 황제 310년 ~ 318년 | 후임 차남 은제 유찬 |